# Dactylispa feae
Dactylispa feae es una especie de insecto coleóptero de la familia Chrysomelidae.
Fue descrita científicamente en 1888 por un hombre llamado Gestro.